# Mont-Saxonnex
Mont-Saxonnex är en kommun i departementet Haute-Savoie i regionen Auvergne-Rhône-Alpes i sydöstra Frankrike. Kommunen ligger i kantonen Bonneville som tillhör arrondissementet Bonneville. År 2022 hade Mont-Saxonnex 1 637 invånare.

## Befolkningsutveckling
Antalet invånare i kommunen Mont-Saxonnex
| Referens: INSEE |